# 葉霍里夫卡 (基洛夫格勒州)
參數所指定的目標頁面不存在，建議更正成存在頁面或直接建立下列一個頁面（建立前請先搜尋是否有合適的存在頁面可以取代）：
- 葉霍里夫卡

叶霍里夫卡（羅馬化：Yehorivka）是乌克兰基洛夫格勒州新烏克蘭卡區新烏克蘭卡市鎮。2001年人口153人。

## 人口
据烏克蘭蘇維埃社會主義共和國1989年人口普查，该村人口为139人，其中男性63人，女性76人。 
根据2001年烏克蘭人口普查该村有153人，他們的母語分別爲：
| 语言       | 百分比  |
| ---------- | ------- |
| 乌克兰語   | 94.12 % |
| 摩爾多瓦語 | 3.92 %  |
| 俄语       | 1.96 %  |